# 王芝生 (合肥)
王芝生（？—？），安徽合肥人。王芝生於1892年（光緒18年），於台灣澎湖地區擔任澎湖水師鎮總兵，而澎湖水師鎮則是扼守台灣海峽的重要軍事單位。